# Jacques Bertrand (acteur)
Pour les articles homonymes, voir Jacques Bertrand et Bertrand.
Jacques Bertrand est un acteur français.

## Filmographie partielle
- 1955 : Napoléon de Sacha Guitry : le maréchal Mac-Donald
- 1956 : Voici le temps des assassins de Julien Duvivier : Félix, le livreur
- 1956 : Notre-Dame de Paris de Jean Delannoy : Bellevigne de l'Etoile
- 1956 : Gervaise de René Clément : le contremaître de l'usine
- 1957 : Police judiciaire de Maurice de Canonge : Abel le lutteur
- 1958 : Taxi, Roulotte et Corrida d'André Hunebelle : Carlos, un homme de main de Fred
- 1958 : Trois jours à vivre de Gilles Grangier : un inspecteur
- 1958 : À pied, à cheval et en spoutnik de Jean Dréville : un garde du corps
- 1959 : Vous n'avez rien à déclarer ? de Clément Duhour
- 1959 : Cigarettes, Whisky et P'tites Pépées de Maurice Régamey : le complice d'Angelo
- 1961 : L'Affaire Nina B. de Robert Siodmak : l'homme qui rosse Antoine
- 1963 : Chair de poule de Julien Duvivier : Marc
- 1963 : L'Abominable Homme des douanes de Marc Allégret : l'inspecteur au bar
- 1963 : Mélodie en sous-sol de Henri Verneuil : un comptable de M. Grimp
- 1963 : Maigret voit rouge de Gilles Grangier : un inspecteur
- 1964 : Les Gorilles de Jean Girault
- 1967 : Du mou dans la gâchette de Louis Grospierre : l'automobiliste coléreux
- 1984 : Les Enquêtes du commissaire Maigret, épisode : Maigret à Vichy d'Alain Levent (Série TV)

## Théâtre
- 1959 : L'Hurluberlu de Jean Anouilh, mise en scène Roland Piétri, Comédie des Champs-Élysées
- 1960 : La Résistible Ascension d'Arturo Ui de Bertolt Brecht, mise en scène Jean Vilar et Georges Wilson, TNP Théâtre de Chaillot